# Rascló weka
El rascló weka o weka (Gallirallus australis) és una espècie d'ocell de la família dels ràl·lids (Rallidae) que habita les garrigues i els boscos de Nova Zelanda.